# Neoaliturus alboflavovittatus
Neoaliturus alboflavovittatus är en insektsart som beskrevs av Lindberg 1954. Neoaliturus alboflavovittatus ingår i släktet Neoaliturus och familjen dvärgstritar. Inga underarter finns listade i Catalogue of Life.